# Bawku
Bawku is een plaats in Ghana (regio Upper East). De plaats telt 51 379 inwoners (census 2000).